# Вдън горите
„Вдън горите“ (на английски: Into the Woods) е американски музикален фентъзи филм от 2014 г. на режисьора Роб Маршъл. Сценарият, написан от Джеймс Лапайн, е базиран на едноименния мюзикъл от 1986 г. на Лапайн и Стивън Сондхайм.

## Актьорски състав
- Джеймс Кордън – пекаря
- Емили Блънт – жената на пекаря
- Мерил Стрийп – вещицата
- Ана Кендрик – Пепеляшка
- Крис Пайн – принцът на Пепеляшка
- Даниел Хътълстоун – Джак
- Трейси Улман – майката на Джак
- Лила Кроуфорд – Червената шапчица
- Джони Деп – вълкът
- Маккензи Моузи – Рапунцел
- Били Магнусен – принцът на Рапунцел
- Кристин Барански – мащехата
- Тами Бланчард – Флоринда
- Луси Пънч – Лусинда
- Франсис де ла Тур – жената на великана
- Джоана Райдинг – майката на Пепеляшка

## Награди и номинации
| Категория                               | Номиниран(и)                         | Резултат                    |
| Оскар (22 февруари 2015 г.)             | Оскар (22 февруари 2015 г.)          | Оскар (22 февруари 2015 г.) |
| --------------------------------------- | ------------------------------------ | --------------------------- |
| Най-добри декори                        | Най-добри декори                     | номинация                   |
| Най-добри костюми                       | Колийн Атуд                          | номинация                   |
| Най-добра поддържаща женска роля        | Мерил Стрийп                         | номинация                   |
| Награда на БАФТА (8 февруари 2015 г.)   |                                      |                             |
| Най-добър грим и прически               | Най-добър грим и прически            | номинация                   |
| Най-добри костюми                       | Колийн Атуд                          | номинация                   |
| Златен глобус (11 януари 2015 г.)       |                                      |                             |
| Най-добър филм – мюзикъл или комедия    | Най-добър филм – мюзикъл или комедия | номинация                   |
| Най-добра актриса в мюзикъл или комедия | Емили Блънт                          | номинация                   |
| Най-добра актриса в поддържаща роля     | Мерил Стрийп                         | номинация                   |
| Сателит (15 февруари 2015 г.)           |                                      |                             |
| Най-добър актьорски състав              | Най-добър актьорски състав           | награда                     |
| Най-добри визуални ефекти               | Най-добри визуални ефекти            | номинация                   |
| Най-добър звук                          | Най-добър звук                       | номинация                   |
| Най-добри костюми                       | Колийн Атуд                          | номинация                   |
| Сатурн (25 юни 2015 г.)                 |                                      |                             |
| Най-добър фентъзи филм                  | Най-добър фентъзи филм               | номинация                   |
| Най-добри декори                        | Най-добри декори                     | номинация                   |
| Най-добър грим                          | Най-добър грим                       | номинация                   |
| Най-добри костюми                       | Колийн Атуд                          | номинация                   |
| Най-добра актриса в поддържаща роля     | Мерил Стрийп                         | номинация                   |
| Емпайър (29 март 2015 г.)               |                                      |                             |
| Най-добър мъжки дебют                   | Даниел Хътълстоун                    | номинация                   |

## В България
В България филмът излиза по кината на 26 декември 2014 г. от Форум Филм България и е със български субтитри.
През 2015 г. филмът е излъчен за първи път от HBO и за втори път е със български субтитри от Доли Медия Студио.
На 12 февруари 2018 г. е излъчен премиерно по KinoNova и е субтитиран за трети път, а на 26 декември 2018 г. е излъчен по NOVA с първи войсоувър дублаж на Доли Медия Студио. Екипът се състои от:
| Озвучаващи артисти | Таня Димитрова Вилма Карталска Мина Костова Росен Плосков Илиян Пенев |
| Тонрежисьор        | Мартина Терзиева                                                      |

На 2 май 2021 г. е излъчен и по FOX Life в неделя от 21:00 ч. с втори войсоувър дублаж на Доли Медия Студио, в който е записан отново. Екипът се състои от:
| Преводач            | Кати Бобева                                                                 |
| Тонрежисьор         | Валентина Георгиева                                                         |
| Режисьор на дублажа | Антонина Иванова                                                            |
| Озвучаващи артисти  | Татяна Захова Таня Димитрова Вилма Карталска Камен Асенов Константин Лунгов |